# Gaetano Fichera (medico)
Gaetano Filadelfo Francesco Fichera (Catania, 8 marzo 1880 – Milano, 21 maggio 1935) è stato un patologo e dirigente sportivo italiano.

## Biografia
Nacque a Catania da Filadelfo, un ingegnere, e da Anna Gallo nel 1880.
Laureatosi presso l'Università degli Studi di Roma "La Sapienza" 1903, conseguì prima la libera docenza in Patologia generale nel 1906 e, nel 1909, quella in Patologia chirurgica.
Il 16 ottobre 1909 Fichera si sposò a Roma con Angela Cavasola, una possidente di Catanzaro, figlia del senatore Giannetto Cavasola e Pia Muratori.
Nel 1912 si classificò terzo al concorso per la cattedra di Patologia chirurgica presso l'Università degli Studi di Cagliari. Personaggio eclettico, appassionato di musica e di sport, nel 1920 fondò il Cagliari Calcio. Ottenne successivamente, dal 1914 al 1920, l'incarico (non di ruolo) per l'insegnamento presso la stessa università, fino a quando nel 1921 vinse il concorso presso l'Università degli Studi di Messina.
Successivamente venne chiamato dall'Università degli Studi di Pavia per dirigere la cattedra di patologia speciale chirurgica da 1923 fino al 1930. Dal 1931 al 1933 diresse la Clinica Chirurgica dell'Università di Pavia.
Quando il 12 aprile 1928, si inaugurò l'Istituto nazionale Vittorio Emanuele III per lo studio e la cura del cancro di Milano voluto da Luigi Mangiagalli, il Fichera ne assunse la direzione.
Poiché l'impegno era ovviamente gravoso, ed essendo attratto dallo studio dei tumori, sia dal punto di vista dell'oncologia clinica in generale che in modo speciale dalla terapia chirurgica, nel 1930 lasciò la direzione della cattedra di Pavia per dedicarsi interamente all'attività presso l'Istituto appena fondato.
In quegli anni di intensa attività professionale, giunse a formulare una teoria patogenetica dei tumori, che chiamò dottrina dello squilibrio oncogeno, per poi sviluppare successivamente una terapia antitumorale di tipo biologico che definì chemoterapia istogena dei tumori.
È morto nella sua casa sita in via San Vittore 39 a Milano a causa di un'emorragia cerebrale fulminante nel 1935.